# Beeke-Dumme-Niederung
Die Beeke-Dumme-Niederung ist ein FFH-Gebiet in den Gemeinden Dähre, Diesdorf und Wallstawe und in der Hansestadt Salzwedel im Altmarkkreis Salzwedel in Sachsen-Anhalt.

## Allgemeines
Das FFH-Gebiet erstreckt sich auf einer Länge von circa 56 km. Teile des FFH-Gebietes überlagern sich mit dem Landschaftsschutzgebiet „Salzwedel-Diesdorf“. Im Bereich der Alten Dumme grenzt das FFH-Gebiet an das FFH-Gebiet „Landgraben-Dumme-Niederung nördlich Salzwedel“ bzw. EU-Vogelschutzgebiet „Landgraben-Dumme-Niederung“. Es ist durch die Landesverordnung zur Unterschutzstellung der Natura 2000-Gebiete im Land Sachsen-Anhalt (N2000-LVO LSA) seit dem 21. Dezember 2018 rechtlich gesichert. Zuständige untere Naturschutzbehörde ist der Altmarkkreis Salzwedel.

## Beschreibung
Das FFH-Gebiet liegt westlich und südwestlich von Salzwedel. Es umfasst die Salzwedeler Dumme von ihrer Quelle östlich von Neuekrug bis zur Mündung in die Jeetze in Salzwedel, den Molmker Bach von seiner Quelle südlich von Diesdorf bis zur Mündung in die Salzwedeler Dumme, der in seinem Unterlauf auch als Kalter Graben bezeichnet wird, die Beeke von der Abspaltung vom Molmker Bach westlich von Wallstawe bis zur Mündung in die Salzwedeler Dumme sowie die Alte Dumme bis zur Querung durch die Kreisstraße bei Hestedt. In das FFH-Gebiet einbezogen sind die Uferbereiche der Fließgewässer mit Staudenfluren und Auwäldern.
Das Gebiet ist Lebensraum unter anderem für Bachmuschel, Edelkrebs, Schlammpeitzger, Steinbeißer, Bitterling und Bauchige Windelschnecke. Die Bachmuschel hat im FFH-Gebiet ein Vorkommen mit der höchsten Individuendichte in Sachsen-Anhalt.